# Energy Observer
Energy Observer är ett franskt "flytande laboratorium" och forskningsfartyg som används för att prova ut nya energisystem för marint bruk, samt att ställa ut och marknadsföra dessa tillsammans med sina samarbetande institutioner och organisationer runt världshaven.

## Bakgrund
Ursprungligen byggd som en tävlingskatamaran för segelsport år 1983, så sjösattes Energy Observer i sin ombyggda skepnad våren 2017.

## Driftsystem
Fartyget är byggt för att kunna använda och prova ut förnybar energi i form av vind och solinstrålning som tillvaratagits ombord. Båten blir därmed helt oberoende av yttre energitillförsel från till exempel hamnanläggningar eller bunkerfartyg.
I projektet ingår att även demonstrera de energiomvandlingar som är nödvändiga för att göra denna typ av driftsystem praktisk och fullt jämförbar med konventionella system. Elektricitet från solceller och vindturbiner kan dels användas för att fylla tillgänglig kapacitet i batterilager, samt dels tillverka och lagra vätgas genom elektrolys av havsvatten. Vätgasen omvandlas åter till elektricitet i bränsleceller för användning i de elmotorer som driver fartygets propellrar.
Under resans gång har Energy Observer även rustats med moderna vingsegel vilka alltså tillvaratar rådande vindförhållanden så att en drivkraft i båtens färdriktning genereras. Helt utan energiomvandling och därmed följande samma princip som segelfartyg använt i årtusenden.

## Seglats
Efter sjösättningen 2017 påbörjade projektet en sexårig seglats med stopp i hamnar där såväl fartyget som teknik och forskningsstatus visas upp för allmänheten och inbjdna gäster i utställningar.
I slutet av maj år 2019 besökte Energy Observer Stockholm med kajplats vid Skeppsbron i Gamla stan.